# Федеральный университет Минас-Жерайса

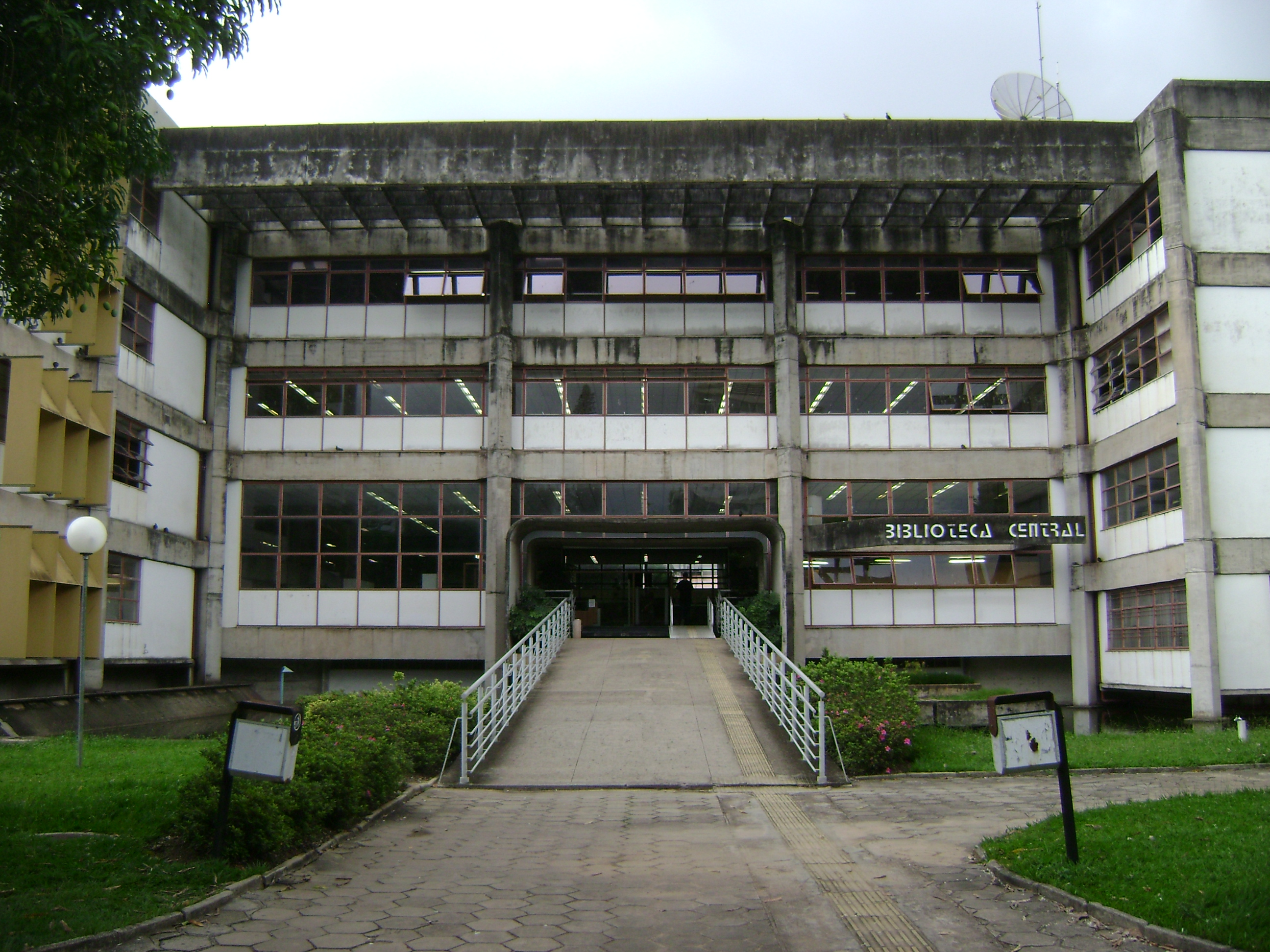
Университетская библиотека

Федеральный университет Минас-Жерайс (ФУМЖ) (порт. Universidade Federal de Minas Gerais (UFMG)) — федеральный университет, расположенный в городе Белу-Оризонти в штате Минас-Жерайс, Бразилия. ФУМЖ был основан 7 сентября 1927 года на базе четырёх высших учебных заведений, которые существовали в то время в Белу-Оризонти; в 1949 году он был взят под федеральную юрисдикцию. 
Федеральный университет Минас-Жерайс - один из пяти крупнейших университетов Бразилии и крупнейший среди университетов государственных. ФУМЖ предлагает 75 степеней бакалавра, в том числе степени по медицине, юриспруденции и экономике, а также степени в области инженерии и естественных наук и искусства. ВУЗ предлагает 57 докторских программ, 66 магистерских программ, 79 программ бакалавриата и 41 медицинскую резидентуру. В UFMG одновременно обучается около 50 тысяч студентов; около 2% из них иностранцы. Занятия ведут около 3 тысяч преподавателей.
Зачисление в ФУМЖ происходит на основе представленных результатов национальных экзаменов под названием Exame Nacional do Ensino Médio (ENADE) (буквально — Национальный экзамен средней школы). В 2007 году бакалавриат ФУМЖ занял 1 место для ENADE по успеваемости студентов и 4 место по результататам 2008 года. Читаемые в ВУЗе курсы по компьютерным и общественным наукам были признаны лучшими в стране.

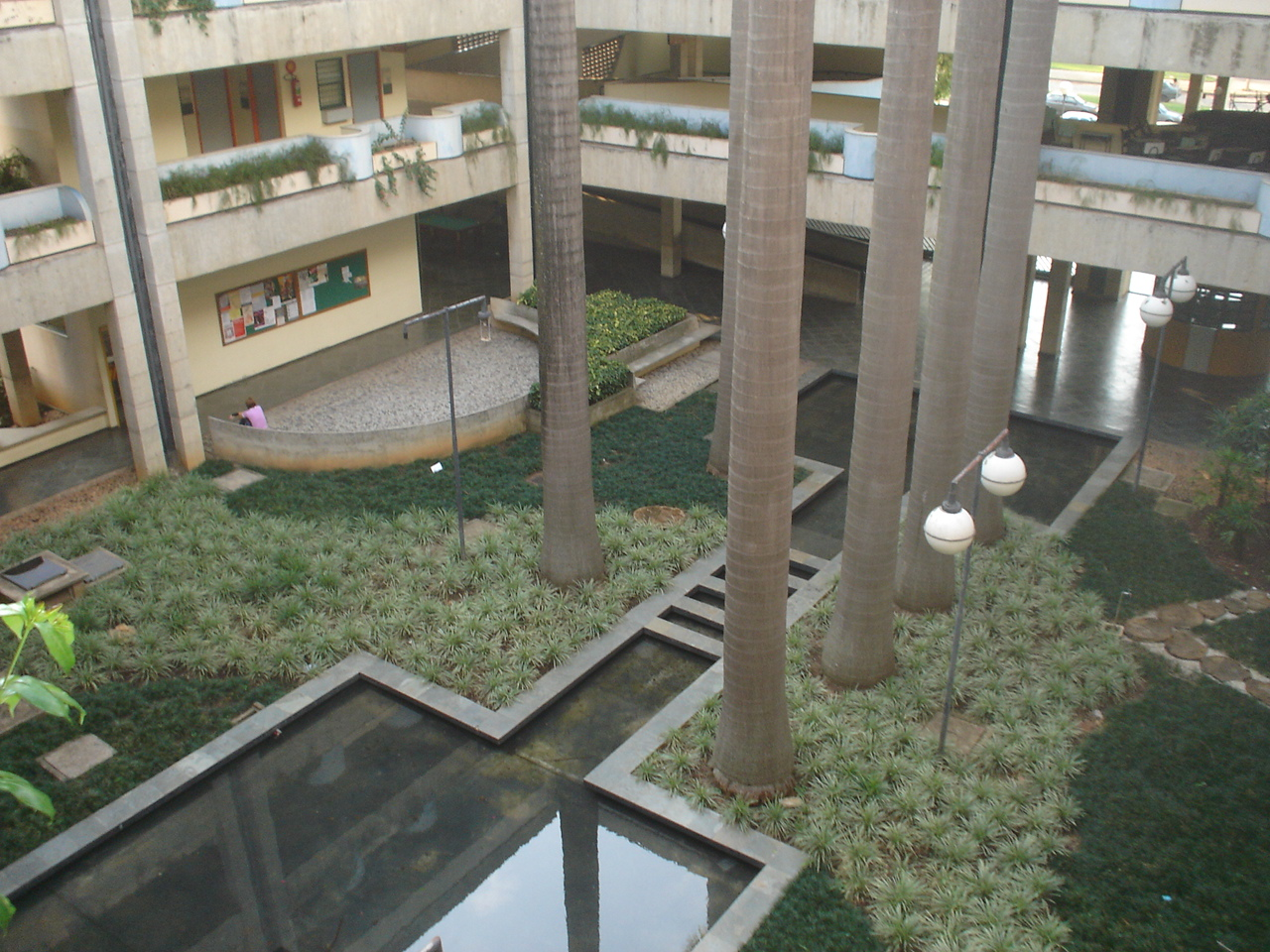
Интерьер ФУМЖ

Ректор UFMG — доктор Сандра Регина Гуларт Алмейда (порт. Sandra Regina Goulart Almeida ). 
Федеральный университет Минас-Жерайс занимает десятое место в рейтинге лучших университетов Латинской Америки, согласно QS World University Rankings (2011/12). По данным Академического рейтинга мировых университетов (ARWU), UFMG входит в пятерку лучших университетов Бразилии (2013); в рейтинге World Rank также назван в числе лучших университетов планеты по качеству преподавания.
Среди бывших студентов ФУМЖ — президенты Бразилии Дилма Руссефф, Жуселину Кубичек и Танкреду Невис; бывший губернатор штата Минас-Жерайс Рондон Пачеко, писатель и дипломат Жуан Гимарайнс Роза, писатели Фернандо Сабино, Педро Нава и Куро дос Анхос; пластический хирург Иво Питангай, поэт Карлос Друммонд де Андраде, музыканты Фернандо Брант, Самуэль Роза (из Сканк) и Фернанда Такай (из Пато Фу).
Помимо очного обучения, в ФУМЖ есть программы дистанционного образования.